# Рабинович Зіновій Львович
Зіно́вій Льво́вич Рабино́вич (1 серпня 1918, Київ — 2 листопада 2009, Київ) — український вчений у галузі кібернетики, доктор технічних наук, професор, заслужений діяч науки і техніки УРСР — 1986, лауреат Державної премії УРСР — 1978, Президії АН УРСР імені С. О. Лебедєва — 1977 та імені В. М. Глушкова — 1998, медаллю «За доблесну працю у Великій Вітчизняній війні 1941—1945 р.»

## Життєпис
Його мама була медсестрою, батько — педіатр, заслужений лікар УРСР, завідував дитячою лікарнею, його обирали до Київради.
Зіновій закінчив Київський політехнічний інститут літом 1941, за мобілізацією потрапляє на оборонне підприємство в Кіров — працює в серійному конструкторському бюро.
Після війни повертається до Києва, в Інституті електрики здає відразу два кандидатські іспити.
Науковий шлях почав під керівництвом Сергія Олександровича Лебедєва 1947 року.
Займався допоміжними роботами при створенні МЕСМ з кінця 1948 року, держкомісія прийняла систему в грудні 1951 року.
Розробив основи теорії ЕОМ, зокрема елементарних і алгоритмічних структур.
Був керівником низки розробок ЕОМ і систем; за допомогою Івана Тимофійовича Пархоменка і техніка Ю. С. Мазира розробляв АП — послідовний арифметичний пристрій з чотирма арифметичними операціями.
Під його керівництвом розроблено спеціальну обчислювальну машину «СЕСМ» (спеціалізована електронна лічильна машина) — введена в експлуатацію 1956 року, стала першою в Європі ЕОМ з векторним процесором.
Разом з Б. М. Малиновським займався:
- пошуковою розробкою двопроцесорної цифрової системи — для первинної обробки радіолокаційної інформації
- та для автозахоплення цілі і її супроводу.

В. М. Глушков творчо доробив алгоритмічне забезпечення системи, яку розробляв Рабинович, за цими роботами були опубліковані закриті публікації.
Його науковою групою дано формальне визначення предмета теорії ЕОМ — увійшло в Енциклопедію кібернетики.
Головний науковий співробітник Інституту кібернетики НАН України.
Підготував 11 докторів і 43 кандидатів наук.
На його ім'я зареєстровано 6 патентів.